# 3 Godfathers
3 Godfathers (bra: O Céu Mandou Alguém; prt: Os 3 Padrinhos) é um filme estadunidense de 1948, do gênero western, dirigido por John Ford, com roteiro de Frank S. Nugent e Laurence Stallings, baseado em obra homônima de Peter Kyne.
Ford havia adaptado anteriormente o filme em 1919, chamado Marked Men. É a história dos três reis magos, ambientada no árido Velho Oeste.

## Sinopse
Três perigosos ladrões, Robert, William e Pete, roubam um banco no Arizona e fogem do grupo perseguidor liderado pelo xerife Buck Sweet. Durante a fuga eles cruzam com uma mulher deixada numa diligência para dar à luz. Com a ajuda do trio ela ganha o bebê e faz com que eles prometam que levarão o bebê a salvo para a cidade de Nova Jerusalém. Possuídos de uma certa revelação mística, salvar o bebê passa a ser a coisa mais importante, mesmo que custe a vida dos homens que ainda devem atravessar o deserto ardente.

## Elenco
| Ator/Atriz       | Personagem                        |
| ---------------- | --------------------------------- |
| John Wayne       | Robert Marmaduke Hightower        |
| Harry Carey Jr.  | William Kearney "The Abilene Kid" |
| Pedro Armendáriz | Pedro "Pete" Fuerte               |
| Mildred Natwick  | Mãe                               |
| Ward Bond        | Perley "Buck" Sweet               |
| Mae Marsh        | Sr. Sweet                         |
| Jane Darwell     | Sr.ª Florie                       |
| Guy Kibbee       | Juiz                              |
| Hank Worden      | Curley                            |